# Flávio Marques
Flávio Marques är en brasiliansk taekwondoutövare. 

## Karriär
I maj 2024 tog Marques silver i 54 kg-klassen vid panamerikanska mästerskapen i Rio de Janeiro efter en finalförlust mot kanadensiske Nithan Brindamohan.